# Боксери (фільм, 1941)
«Боксери» (рос. Боксёры) — радянська спортивна кінодрама 1941 року, знята за однойменним романом Петра Капіци. Прем'єра кінокартини відбулася 7 липня 1941 року.

## Сюжет
Кирило Кочеванов — молодий боксер. У нього успіхи в боксі, але вирішальну зустріч у відбіркових змаганнях за вихід на більш серйозний рівень — участь в європейському чемпіонаті він програє нинішньому чемпіону СРСР Петру Дорохову. Але спортивна комісія побачила в хлопці великі задатки, і він відправляється з найкращими боксерами команди «Блискавка» в Європу для участі в змаганнях. Після кількох виграних зустрічей радянські спортсмени отримують виклик чемпіона Європи Анрі Ланса. Добре вивчивши тактику і стратегію бою Дорохова, Ланс обіцяє всім журналістам нокаутувати суперника не пізніше четвертого раунду. Однак радянська делегація виставляє на бій Кирила Кочеванова. У дев'ятому раунді Кирило переходить у наступ, атакує Ланса і виграє бій.

## У ролях
- Віталій Доронін —  чемпіон з боксу Петро Дорохов
- Данило Сагал —  боксер Кирило Кочеванов, переможець Анрі Ланса
- Микола Івакін —  Сомов Володимир Миколайович, тренер команди
- Костянтин Градополов —  чемпіон Європи з боксу Анрі Ланс
- Костянтин Михайлов —  імпресаріо Ланса
- Костянтин Сорокін —  боксер Хромченко
- Віктор Проклов —  «Муха» Шептунов, боксер
- Аріадна Гельц-Тур —  Ірина Большинцева, льотчик
- Еммануїл Геллер —  асистент Ланса
- Юхим Копелян —  Кандахчан
- Михайло Сидоркин —  Волін
- Роберт Росс —  «Чорна Квітка»
- Іван Бобров —  «Великий Джек»
- Микола Волков —  коментатор
- Микола Коміссаров —  Новиков

## Знімальна група
- Автор сценарію: Петро Капіца
- Режисер: Володимир Гончуков
- Оператор: Яків Лейбов
- Композитор: Сигізмунд Кац
- Звукооператор: С. Соловйов
- Художники: Георгій Гривцов, М. Сучатова
- Асистенти режисера: Людмила Дзенькевич, Костянтин Ігнатьєв
- Другі оператори: С. Герасимов, П. Гришко
- Асистент з монтажу: Р. Шор
- Оператор комбінованих зйомок: Григорій Айзенберг
- Консультант з боксу: Костянтин Градополов
- Директор групи: М. Шор